# Bottini de Sienne
Les bottini de Sienne, situés dans la région de la Toscane, en Italie, sont un réseau souterrain d'aqueducs d'une longueur de 25 kilomètres permettant d'approvisionner en eau tous les quartiers de la ville depuis l'époque médiévale jusqu'en 1914. Ils comportent plusieurs composantes dont des sources d’eau naturelles, des tunnels creusés dans le roc sous la ville (bottini), des bassins de décantation et des fontaines.

## Géographie

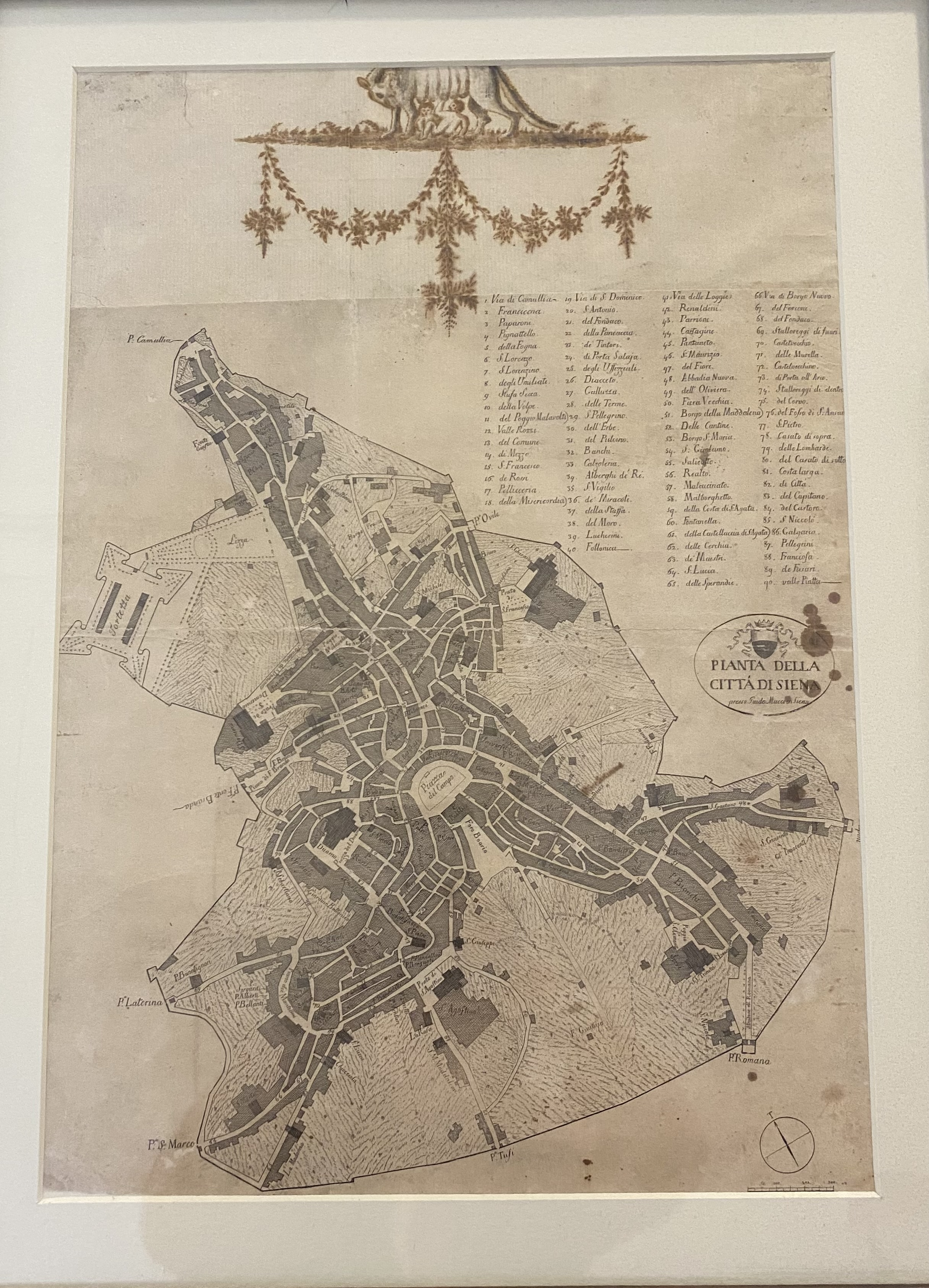
Plan de la ville de Sienne en forme de Y inversé.

La ville de Sienne est située dans une zone montagneuse composée de trois collines de la chaîne septentrionale des Apennins sur une élévation de 320 mètres au-dessus du niveau de la mer.  La ville est scindée en trois districts soit les Terzi de Città, de Camollia et de Val San Martino avec en son centre la Piazza del Campo, cette topographie lui confère une configuration en forme de Y inversé.  Elle est traversée par la via Francigena, l’une des routes utilisée fréquemment par les pèlerins, les négociants et les commerçants qui voyageaient vers Rome ou la France. La Porta Camollia du Terzo éponyme menait vers la France et la Porta Romana du Terzo di San Martino menait vers Rome.

## Historique
Les premières excavations vers le XIIe siècle avant la mise en place de l'aqueduc, avaient été faites en fonction des points d’eau qui avaient été découverts. Des puits ou des fontaines étaient alors reliés à ces points d'eau. Des fontaines monumentales sous forme de complexes ont été construites pour recueillir l’eau des diverses sources s'écoulant autour de la ville de Sienne, les plus importantes sont Vetrice, Nuova, Pescaia, Ovile, Follonica et Fontebranda.

### Époque médiévale
Au Moyen-Âge, le Gouvernement des Neuf a entrepris la mise en place d'un aqueduc afin d'approvisionner en eau les Siennois. Plusieurs maîtres d'œuvre ont travaillé sur ce chantier de grande envergure comportant plusieurs composantes.

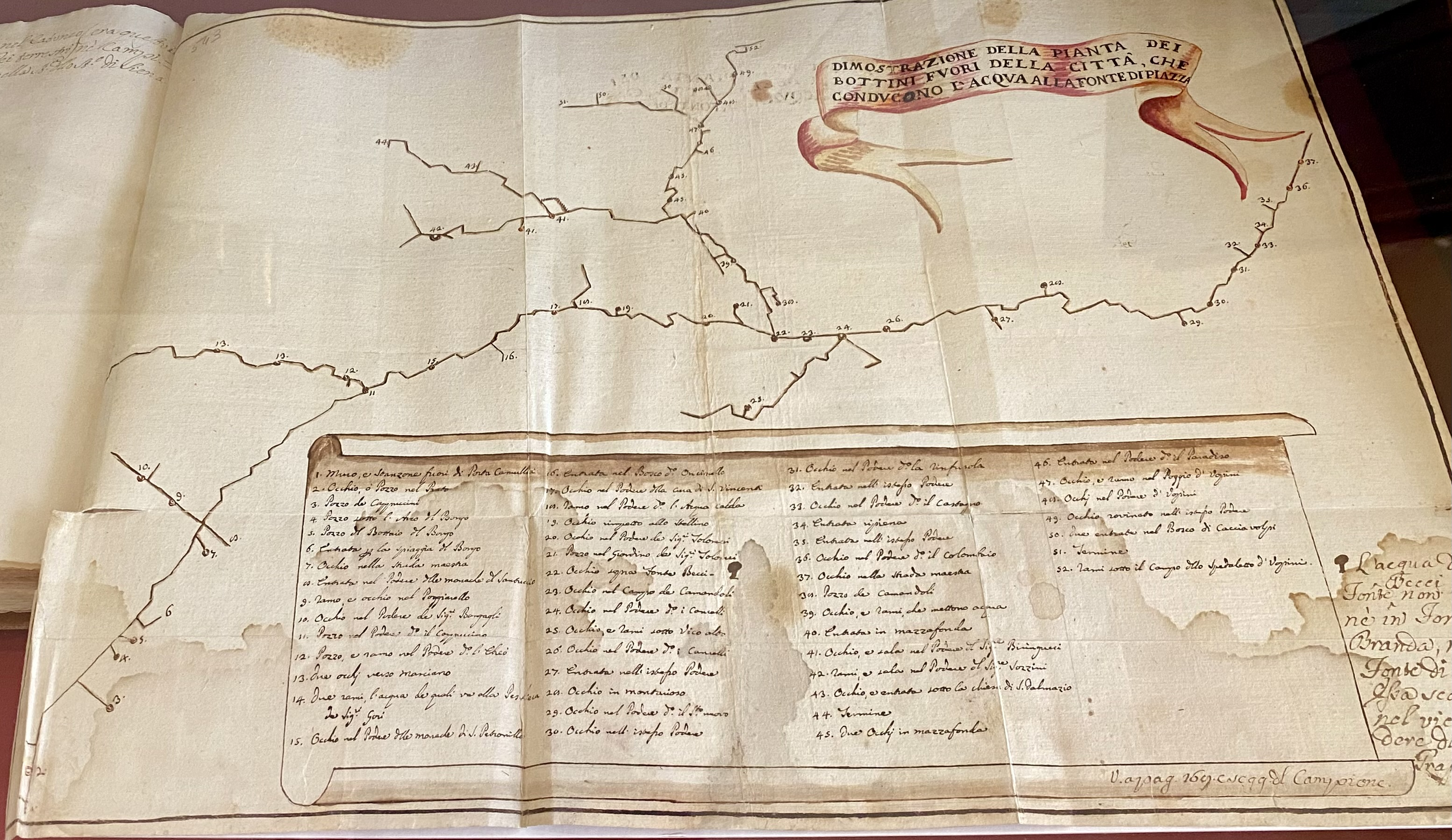
Carte médiévale du tracé des bottini de Sienne.

La plus ancienne carte des bottini de Sienne conservée au service de l'Archivio di Stato di Siena date de 1739. L’aqueduc construit à l’époque médiévale est d’une longueur totale de 25 km. Il est composé de deux branches maîtresses, la branche Fonte Branda qui est la plus ancienne, la première mention date de 1081. La seconde est celle du Bottino Maestro qui alimente la Fonte Gaia construite entre 1334 et 1342. D’autres branches se sont ajoutées dont celle d'Uopini en 1387 qui a rejoint la branche Fonte Branda et la branche Marciano en 1437.  Les dernières extensions médiévales se sont terminées en 1466.  Par la suite, l’aqueduc a bénéficié d’un entretien assidu jusqu’au XIXe siècle ce qui a permis d’assurer sa pérennité jusqu’à aujourd’hui.

#### Maître d'ouvrage
Le Gouvernement des Neuf de Sienne a gouverné de 1287 à 1355. La stabilité politique a permis l'avancement des grands travaux pendant cette période. En tant que maître d'ouvrage, les dirigeants étaient en mesure de recruter les experts et les artistes italiens compétents pour œuvrer sur les projets artistiques et structurants de la ville.
Les membres du gouvernement étaient élus par l'élite pour deux mois et se proclamaient d'allégeance guelfe. La plupart étaient des banquiers, de grands commerçants ou des gens de la classe ouvrière.  Il y avait trois représentants pour chacun des trois districts (terzi) de Sienne.  Ils avaient mis en place un plan d’urbanisme qui a été à l'origine des grands chantiers de la ville : la Piazza del Campo, le Palazzo Publicco, la Torre Della Mangia, le projet d’agrandissement, non réalisé, de la cathédrale Santa Maria Assunta et l’hôpital Santa Maria Della Scala.  Ils ont aussi été impliqué dans la détermination de la largeur des rues, de l’agrandissement des murs d’enceinte et la construction des bottini de l'aqueduc souterrain.  
Le Gouvernement des Neuf avait aussi engagé des frais pour tenter de découvrir La Diana, une rivière souterraine mythique qui était semble-t-il connue des anciens romains. Par la suite, les experts embauchés au début des années 1300 par le Gouvernement des Neuf ont commencé à explorer d'autres sources au nord de la ville afin d’alimenter l’aqueduc principal, le Bottino Maestro menant à la Fonte Gaia située sur la Piazza del Campo.

#### Maîtres d’œuvre de la construction
À l’époque médiévale, les maîtres d'œuvre et experts combinaient plusieurs compétences dans divers domaines tel en art, en droit, en mathématiques, en architecture et en ingénierie,,. Ils travaillaient simultanément ou en alternance sur les grands projets structurants de Sienne que ce soit les chantiers des fortifications, des palais, des ponts, de la cathédrale, de l’hôpital ou de l’aqueduc. Les connaissances se transmettaient de l'un à l'autre au fil des générations. De nombreux dessins faits par Taccola, appliqués par Francesco di Giorgio Martini et rendus public par Biringuiccio ont été conservés et illustrent certains procédés techniques utilisés lors de la construction ou pour résoudre  certains des problèmes rencontrés dans une ville en pleine expansion comportant plusieurs chantiers de construction simultanés. Un exemple de dessin de Tacolla représente la mise en suspension des matériaux de construction pour désencombrer les rues.

##### Giacomo Dell’Acqua
De son vrai nom Giacomo di Vanni di Ugulino, Giacomo Dell’Acqua avait été mandaté par le Gouvernement des Neuf de la république de Sienne pour acheminer l’eau de certaines sources environnantes vers la Piazza del Campo en ayant recours à la branche maîtresse de la Fonte Gaia le Bottini Maestro. Les travaux se sont échelonnés entre 1334 et 1342.  

##### Jacopo della Quercia (circa 1374-1438)
De son vrai nom, Jacopo di Pietro D'Agnolo di Guarnieri, Jacopo della Quercia est un sculpteur italien, il a réalisé la Fonte Gaia située sur la Piazza del Campo au centre de Sienne,. Elle a été inaugurée en grande pompe le 1er juin 1343, elle tire son nom de la grande fête et de l’allégresse des Siennois, tel que rapporté par Agnolo di Tura dans Cronaca.

##### Taccola (1381-1453)
De son vrai nom Mariano di Jacopo, Il Taccola, ingénieur, artiste et administrateur, a occupé plusieurs postes à Sienne dont celui de trésorier, de notaire, d’estimateur, de dessinateur d’infrastructures, de surintendant des chemins et de sculpteur.  Ce cheminement professionnel éclectique lui a permis de se distinguer en tant qu’ingénieur et de partager son savoir-faire dans trois traités d’ingénierie.  Parmi ses écrits, 75 pages traitent d’ingénierie civile avec de nombreux croquis de dispositifs pour lever des charges et d’autres sont en lien avec l’eau, 31 pages sont dédiées aux cabestans et aux treuils et plusieurs autres pages concernent des ébauches de dispositifs mécaniques. Un chapitre est consacré à l’eau avec plusieurs dessins de divers types d'aqueduc ainsi que des mécanismes pour faire monter l’eau actionnés soit par des hommes, des animaux, l’eau ou le vent,.

##### Pietro dell’Abaco (1435-1487)
De son vrai nom, Pietro Cheechi, Pietro dell’Abaco, professeur de mathématiques pratiques et estimateur (mensuratore) de la république de Sienne d’où son surnom dell'Abaco (abaque). Il a travaillé sur les bottini de Sienne à au moins deux reprises, selon les entrées répertoriées dans les Biccherne du 8 juin 1467 et du 12 février 1485.  En 1485, il a été élu sur un comité pour représenter le district Terzo di Camollia pour y superviser les revenus et dépenses des châtelains du comté .

##### Francesco di Giorgio Martini (1439-1501)
Francesco di Giorgio Martini, architecte et ingénieur, a œuvré comme surintendant de l’aqueduc entre 1469 et 1473 et de nouveau à partir de 1492,. Son parcours et ses connaissances l’ont amené à travailler et à consulter sur plusieurs projets d’envergure de l’époque en Italie.  La ville de Sienne l’a aussi nommé architecte de la ville afin qu’il contribue au plan de développement urbanistique.  Il a été en mesure de consulter les cahiers de note de Taccola et il a appliqué quelques-unes de ces idées lors de la construction de certaines sections de l’aqueduc.  Il s’est inspiré des dessins de ce dernier lors de la préparation de trois ouvrages, le Codicetto, l’Opusculm de architectura et le Trattato di architettura e macchine.  Il a marqué son époque par sa capacité à s’inspirer de dessins et de théories et de les transformer en des applications tant architecturale, que militaire et utilitaire,.

##### Vanoccio Biringuccio (1480-1539)
De son vrai nom Vannoccio Vincenzio Austino Luca Biringuiccio, Vannoccio Biringuccio, est métallurgiste, il a apporté ses connaissances apprises dans les mines pour régler certains problèmes liés à l’aqueduc siennois et a publié Pirotechnia dans lequel il reprend certaines idées de ses prédécesseurs Taccola et di Giorgio Martini.

#### Construction de l’aqueduc
La croissance de la population siennoise, estimée à 50 000 personnes en 1328, a nécessité la mise en place d’un aqueduc.  Quatre grandes phases de construction peuvent être identifiées:
- Jusqu’en 1080, utilisation des sources d’eau proximité de la ville, construction de puits et de citernes[4];
- Entre 1081 et 1250, période de construction des infrastructures et édifices pour chacune des fontaines de Fonte Branda, Fonte Ovile, Fonte Nuova, Fonte Pescaia et Fonte Follonica.  Ces fontaines étaient alimentées par des sources[4];
- Entre 1334 et 1914, une nouvelle source au nord de la ville est acheminée jusqu’à la Fonte Gaia au centre de la ville sur la Piazza del Campo par le biais de l’une des deux branches maîtresses, le Bottino Maestro.  L’aqueduc souterrain est alors construit sous la ville de Sienne, l’eau y circulait par gravité et alimentait les diverses fontaines et puits dans tous les quartiers.  Cet aqueduc d'une longueur de 25 kilomètres a été en opération jusqu’en 1914 avec très peu de variation une fois construit[4]; et

- Entre 1914 et aujourd’hui, un nouvel aqueduc pressurisé de 60 kilomètres de long a été mis en place.  Il achemine l’eau du Mont Amiata jusqu’à Sienne[4],[10].

Trois raisons principales ont motivé la construction de l’aqueduc :
- obtenir de l’eau dans tous les quartiers pour l’extinction des incendies[2];
- fournir de l’eau aux industries du textile telles les tanneries et les laineries[6];
- approvisionner la population en eau potable et autres besoins domestiques[7].

La multiplication des sources d’approvisionnement en eau au Moyen-Âge était essentielle pour assurer un flot continu advenant un état de siège lors d’une guerre ou d'une occupation et le risque que l’une des sources d’approvisionnement soit coupée ou compromise.

#### Composantes de l'aqueduc

##### Les sources

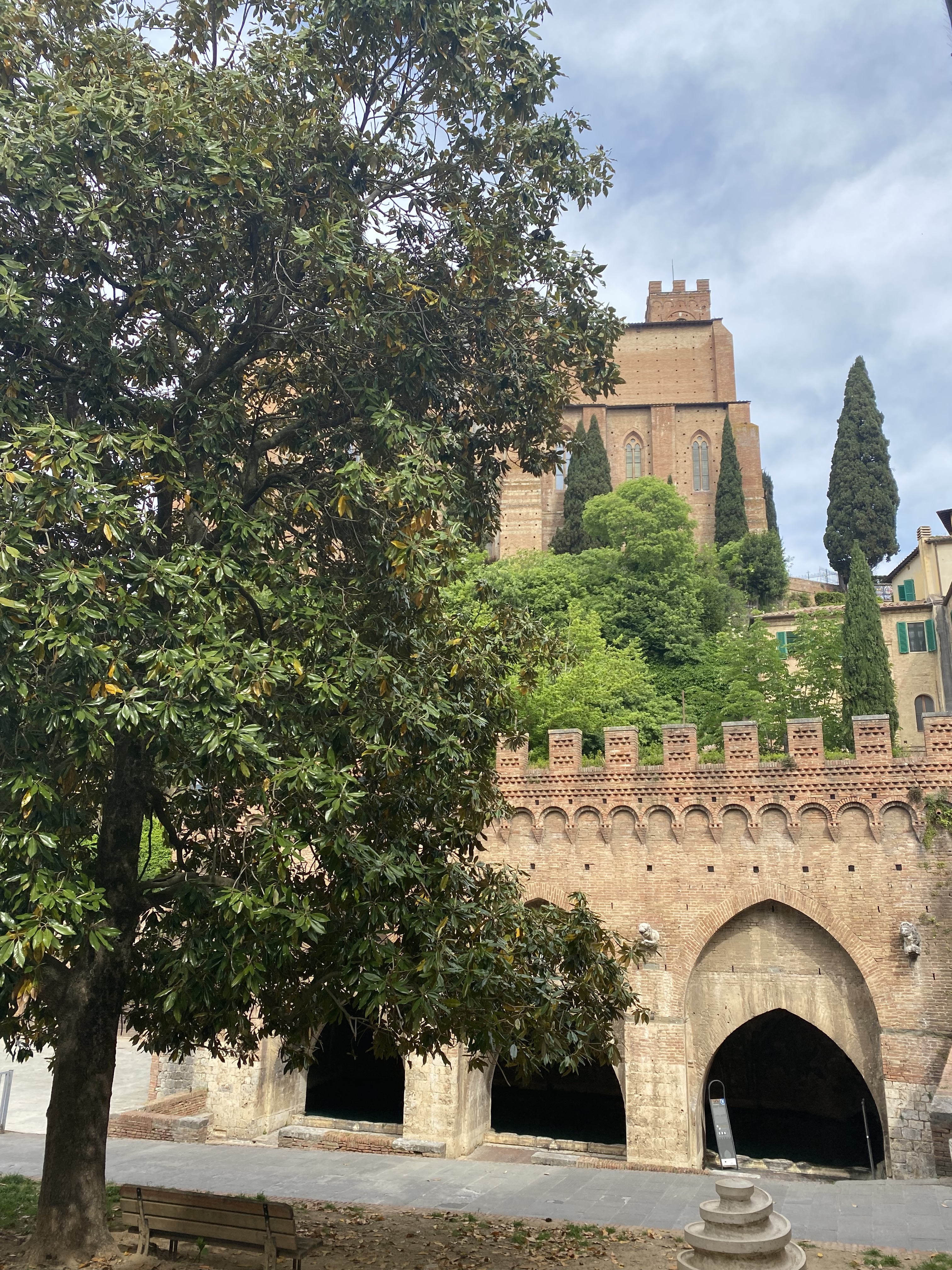
La fontaine monumentale la plus ancienne de Sienne, la Fonte Branda.

Les sources d’eau souterraines circulent dans l’aquifère qui est constitué d’un sol poreux, elles sont alimentées par l’eau de pluie ce qui amène des ruissellements qui peuvent avoir un point de sortie visible et accessible habituellement à flanc de montagne.  Ces sources naturelles ont permis aux premiers résidents de Sienne de s’alimenter en eau.  Éventuellement, ces sources étaient creusées pour augmenter le débit d’eau et des moyens étaient mis en place pour retenir l’eau pour qu’elle soit utilisée selon les besoins des résidents et ceux du secteur manufacturier.  Selon les archives du XIIe siècle, toutes les sources naturelles qui avaient été découvertes étaient utilisées et elles avaient été nommées.  La plus abondante de ces sources était la Fonte Branda.  Éventuellement, le pavage des rues de la ville a diminué la capacité d’absorption du sol ce qui a affecté le débit des sources aquifères.

##### Les puits
Les puits de surface sont creusés dans le sol selon un axe vertical jusqu’à ce qu’ils intersectent la nappe phréatique.  La plupart des puits construits à Sienne à l’époque médiévale se retrouvaient principalement dans l’enceinte de grandes institutions ou à des croisements importants.  Certaines résidences comptaient aussi un puits dans leur cour intérieure.  Dans ce dernier cas, il s’agit principalement de résidences cossues en raison des coûts associés avec la construction d’un puits. Une partie des coûts de construction étaient remboursés par la municipalité afin d'inciter les Siennois à chercher de l'eau.  Les puits résidentiels pouvaient aussi être plus facilement défendu en cas d’instabilité civile que ceux accessibles à tous,.

##### Les citernes
Les citernes collectaient l’eau de pluie qui ruisselaient des toits.  Un bassin était creusé à même le sol, briqueté et enduit de plâtre pour assurer son étanchéité.  Sa superficie pouvait être étendue pour accroître le volume d’eau recueilli.  La ville proposait une somme d’argent pour encourager les Siennois à construire des citernes dans leur cour intérieure ou sur leur terrain.  L’eau recueillie était utilisée pour abreuver les animaux, faire le lavage et employée pour d’autres usages domestiques.

##### Lesbottini

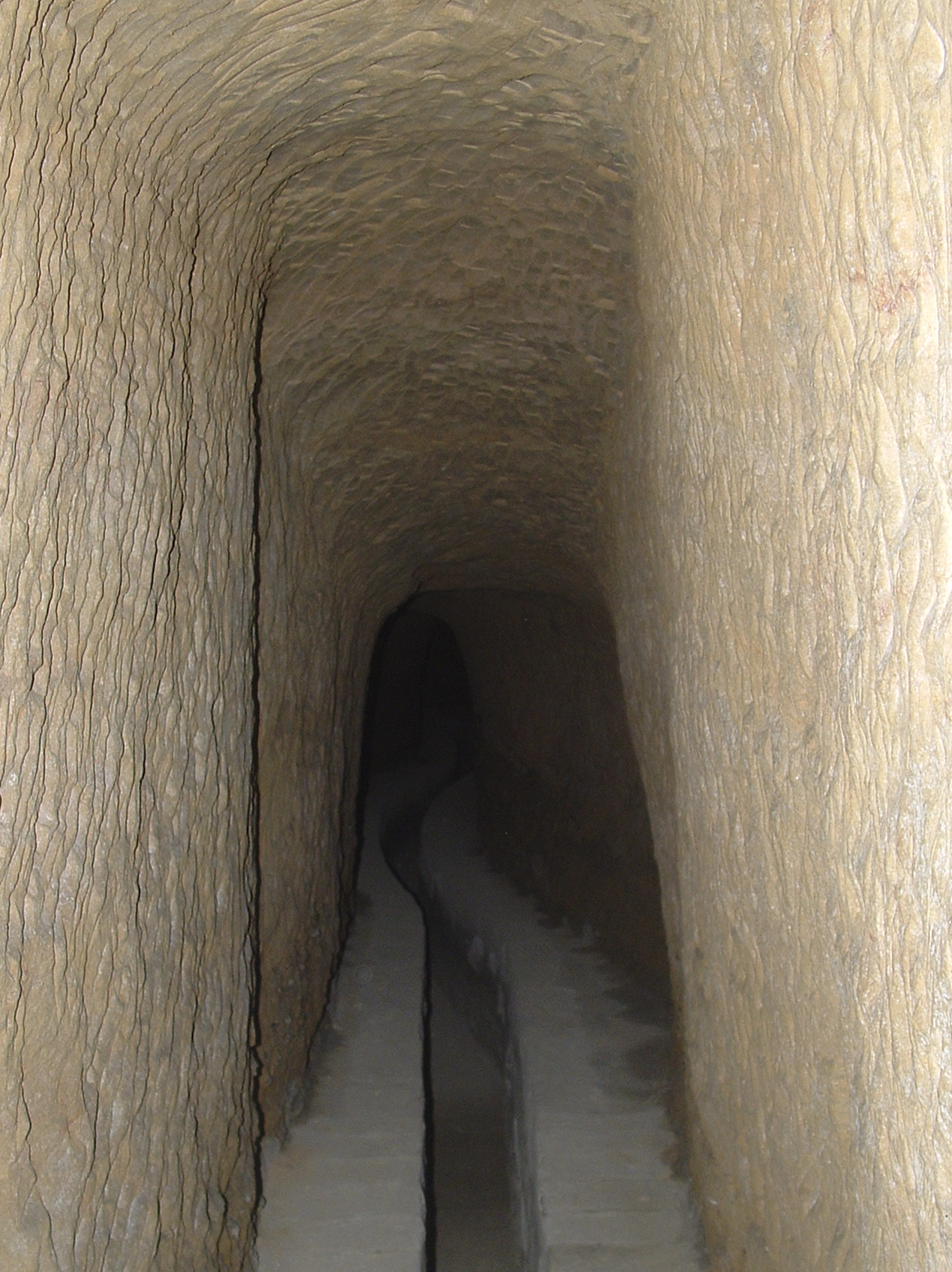
Type 1 de bottini à Sienne avec une excavation à la pioche.

La première référence historique aux bottini remonte à 1226 dans la rubrique du Stato dei Viari dans lequel, le terme boctinus fait référence à l’architecture de l’aqueduc siennois composé de tunnels souterrains voûtés d’une hauteur moyenne de 1,8 mètres par 0,8 mètre de largeur.  Le sous-sol de Sienne est composé de tuf, une roche tendre et poreuse.   Le parcours organique, parfois tortueux des bottini s’explique par la nécessité de suivre l’aquifère qui contenait les réserves en eau ainsi que la topographie de la ville.  Dans la seconde phase de construction, la brique a été utilisée pour des raisons hygiéniques et certaines canalisations étaient en terre cuite,,. Il faut distinguer entre les deux types de bottini que l'on retrouve à Sienne selon les périodes de construction.

##### Types de bottini
Le premier type concerne la branche de la Fonte Branda, dont la construction avec sa voûte perméable dans une roche de nature poreuse permettait à l’eau de pluie et l’eau de surface de s’écouler dans le tunnel et d'être acheminée jusqu'à la fontaine à l'aide d'un canal creusé à même le sol avec une pente dont l’inclinaison minimale était de 1% à 2%.   

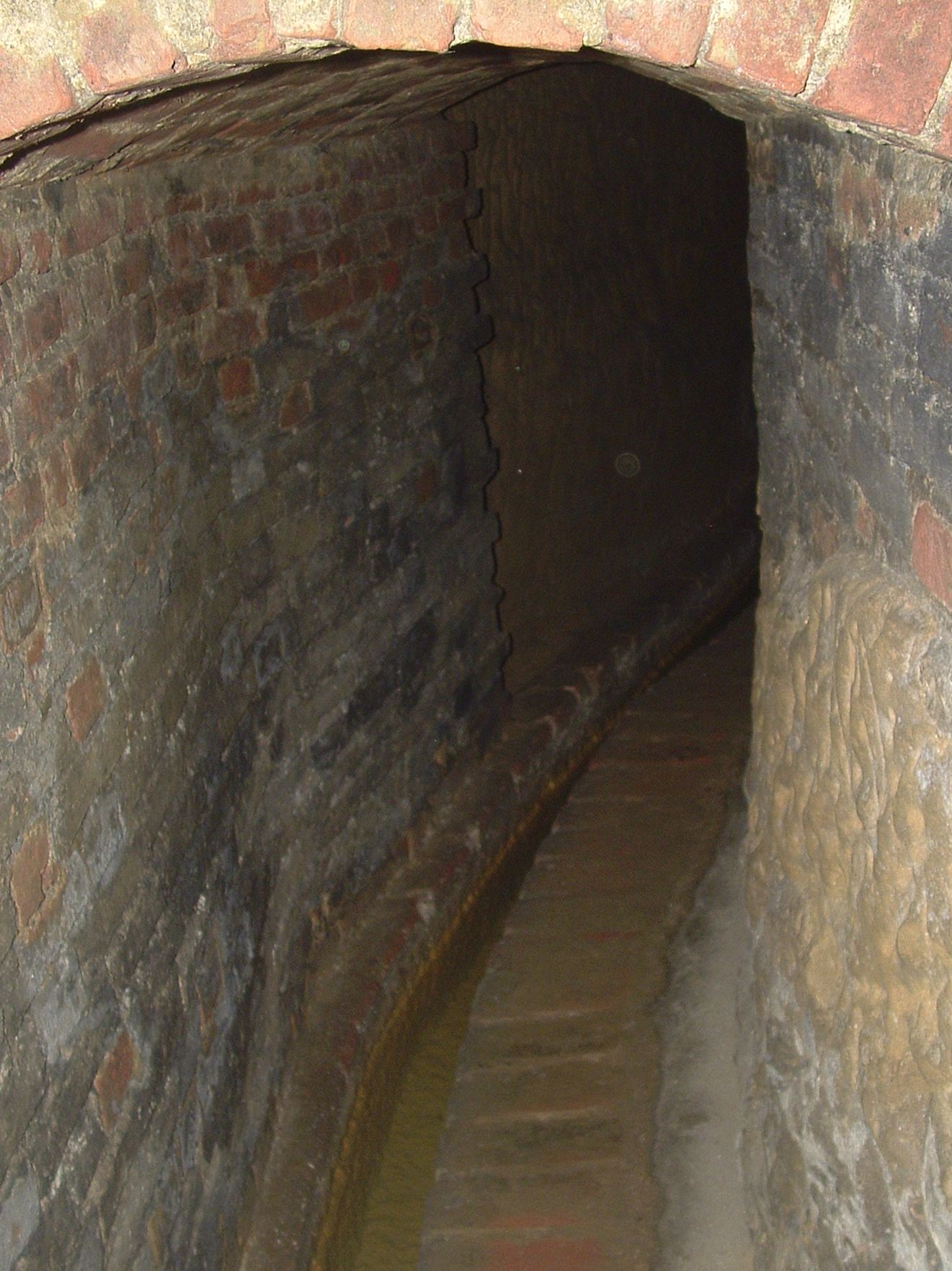
Type 2 de bottini à Sienne recouvert de briques.

Le second type, le Bottino Maestro, a été construit subséquemment.  Ce dernier est complètement imperméabilisé avec de la brique et il collectait l’eau des sources qu'il transportait jusqu’à la Fonte Gaia située au centre de la ville sur la place principale.  Les pentes avaient une inclinaison variant entre 0,25% et 0,9%. Cette méthode de construction semble s’être inspirée du qanat Perse.

##### Excavation des bottini
Les ingénieurs avaient recours à l’archipendule pour calculer l’inclinaison des pentes pour permettre l’écoulement de l’eau par gravité. Différentes techniques ont été mises de l’avant lors des excavations des bottini par les travailleurs: 
- excavations partant de la source et remontant vers les branches de l’aqueduc;
- excavation avec deux équipes partant de chacune des extrémités qui se rencontraient à mi-chemin[3].

- les tunnels ont été excavés principalement par des hommes avec des pioches, les femmes remontaient les gravats à la surface à l’aide de panier d’osier[7].
- imperméabilisation des canaux collecteurs avec de l'argile pour récolter l’eau de pluie filtrée par le sol;

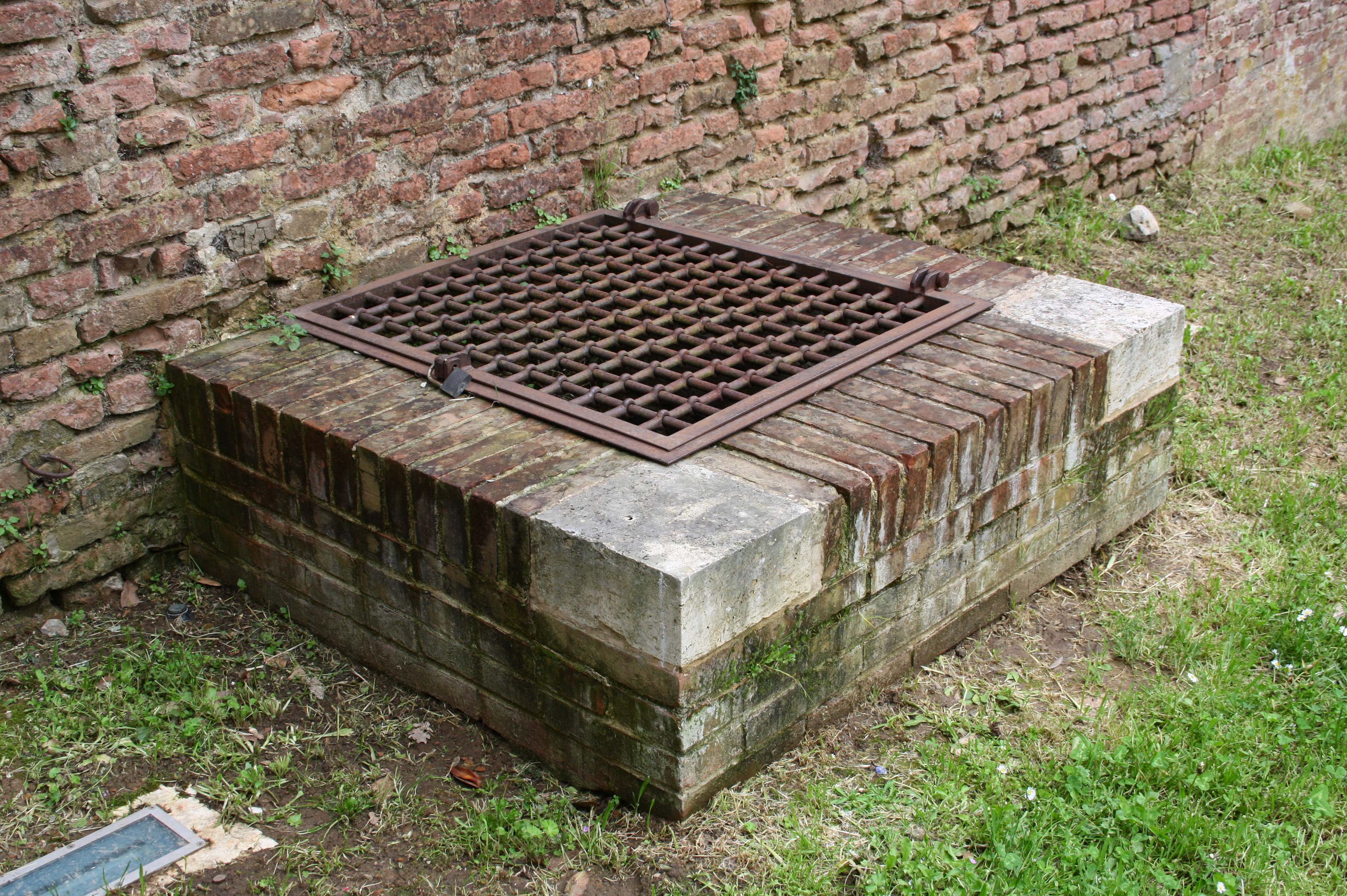
Puits d'aération (spiragli ou smiragli) de la Fontebranda.

- bouches d’aération, spiragli ou smiragli avaient été prévues, elles permettaient d'aérer le conduit souterrain, de valider le trajet de l'aqueduc et de sortir les gravats[4],[3].

- embauche de migrants, principalement pour le transport des matériaux nécessaires à la construction de l’aqueduc et des fontaines[8].

##### Les bassins de décantation
En 1438, les premiers bassins de décantation ont été construits dans le quartier de Camollia pour purifier l’eau. Les sédiments et les impuretés se déposaient au fond des bassins et l'eau purifiée continuait son chemin pour atteindre les fontaines,.  

##### Les fontaines
Les premières fontaines siennoises se distinguent par leur aspect monumental.  Il s’agissait de complexes avec de larges ouvertures donnant accès aux bassins qui étaient divisés en trois sections. La plupart avait été construite à la même époque soit avant 1250. Elles avaient un style gothique avec des arches voûtées et des crénelures,.  

###### Fonte Branda

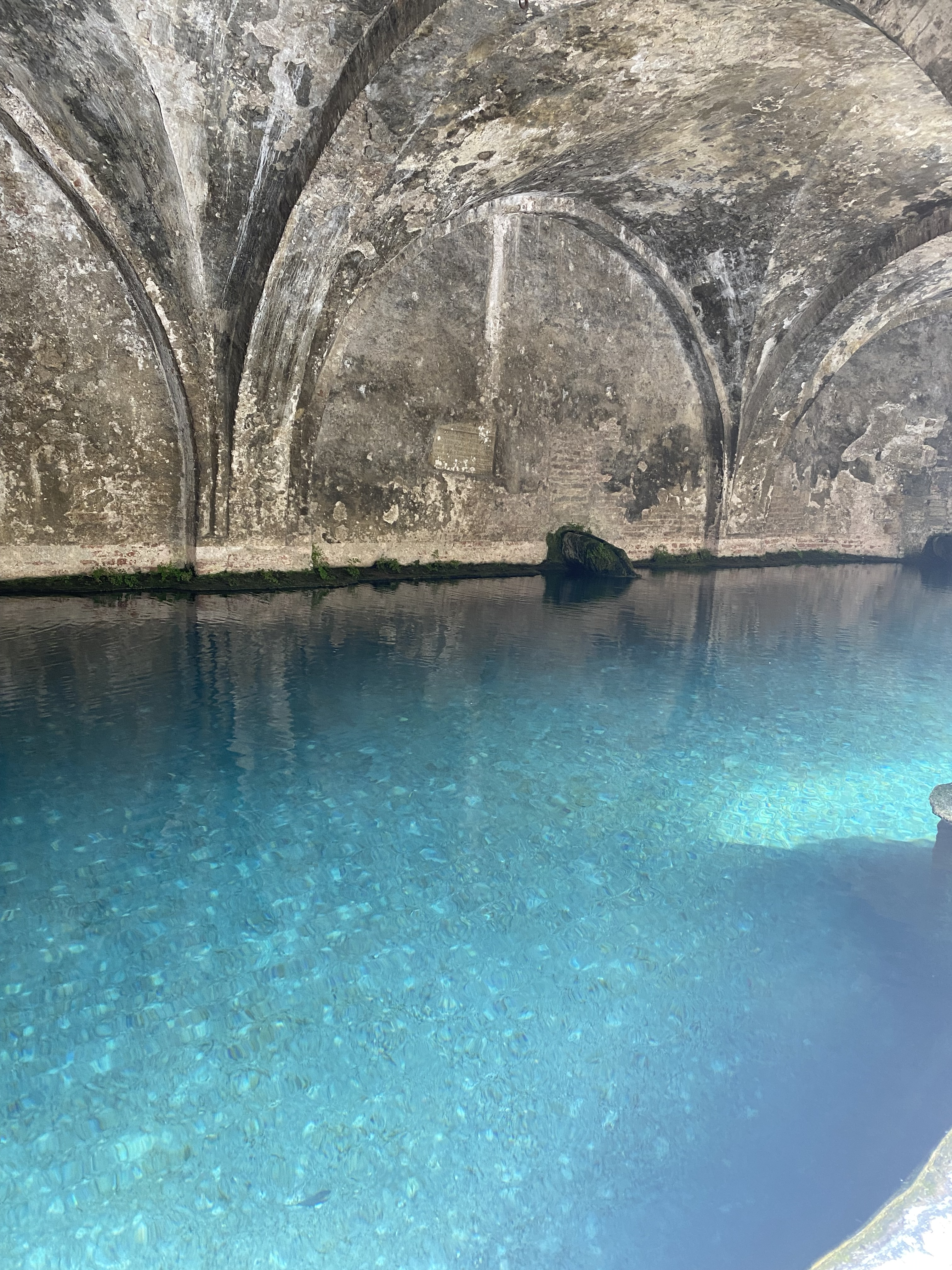
Le bassin d'eau à l'intérieur de la Fonte Branda à Sienne.

La Fonte Branda est la fontaine la plus ancienne de Sienne, sa première mention dans les registres civils remonte à 1081 Un complexe de style gothique a été érigé à proximité de la source d’eau.  Cette description de l’historien Giugurta Tommasi illustre les besoins en eau après que les résidents aient pris leur lot d’eau potable :

« Branda est la plus copieuse de toutes les fontaines. Après le grand abreuvoir à chevaux, l’eau s’écoule dans la buanderie pour blanchir le linge, puis pour faire une piscine qui sert d’abord à laver les chevaux, puis à laver les intestins des carcasses, qui sont soigneusement découpées pour l’usage de toute la ville. L’eau descend alors hors des murs de la ville, où elle alimente un moulin. Ensuite, il forme des piscines pour nettoyer la laine et le tissu, et pour traiter les peaux dans un bain de chaux. Enfin, avant de rejoindre le Tressa, il alimente neuf autres moulins avec beaucoup d’avantages pour la ville. »

Cette hiérarchisation était primordiale pour préserver la pureté et la potabilité de l’eau.  Les plus petites fontaines (fontanina) construites, par après, dans les quartiers reprenaient souvent ce système en trois sections,,.

###### Fonte Gaia

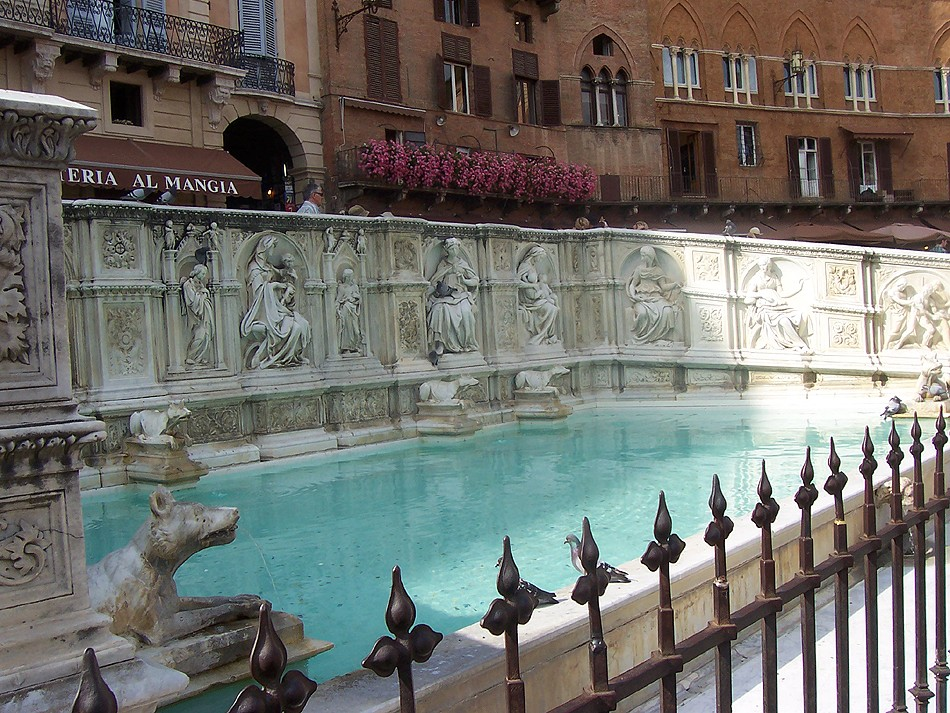
La Fonte Gaia sur la Piazza del Campo à Sienne.

La construction de la Fonte Gaia tranche avec le style des complexes des fontaines monumentales érigées initialement.  Elle a été construite à ciel ouvert directement sur la Piazza del Campo.  Elle possède un seul bassin réservé uniquement à l’eau potable pour la consommation humaine.  L’absence de source d’eau a dicté un nouveau style architectural et un nouveau type d’alimentation.  Cette nouvelle référence s’inscrivait dans le plan d’urbanisme, sociétal et économique mis en place par le Gouvernement des Neuf qui voulait créer un nouveau pôle d’attraction au centre de la ville. Son créateur, Jacopo della Quercia a sculpté dans le marbre une fontaine de style Renaissance comportant plusieurs panneaux dont un portrait de Marie, des allégories des vertus et des personnages bibliques. Une copie a été réalisée à la fin du XIXe siècle par Tito Sarrocchi, les panneaux originaux fortement érodés ont été conservés d’abord au Palazzo Pubblico puis au musée de l’Hôpital Santa Maria Della Scala.

###### Fontaines de quartiers
Chacun de dix-sept quartiers (contrade) de Sienne est doté d'une fontaine totem à l’effigie de l’animal (sauf quelques exceptions) représentant la contrada.  Ces fontaines sont maintenant utilisées pour les baptêmes annuels des nouveau-nés du quartier pour marquer leur intronisation dans la contrada.
| Contrada Leocorno      |  | Contrada de l'Onda         |  |
| Contrada de la Pantera |  | Contrada de la Chiocciola  |  |
| Contrada de l'Aquila   |  | Nobile Contrada de Nicchio |  |

#### Maladies infectieuses
Les maladies infectieuses ont eu un impact sur le développement de l’aqueduc tant médiéval que moderne.  Le fait d’avoir de l’eau fraîche facilement accessible pouvait permettre de diminuer les infections souvent mortelles liées aux eaux stagnantes et pestilentielles et améliorer la santé publique.
La malaria transmise par les moustiques proliférait dans les marais de la Maremma au sud-ouest de Sienne depuis l’Antiquité.  Ce n’est que vers 1187 que les Siennois commenceront à s’aventurer dans la région pour y exploiter les mines avoisinantes.  L’expertise acquise dans les mines a été utile pour le forage de l’aqueduc,.   
Une baisse démographique de l’ordre de près de 50 % de la population de la ville de Sienne est attribuée à l’épisode de la peste bubonique de 1347-1348 qui a ralenti la construction de l’aqueduc et d’autres infrastructures de la ville,,.
En 1873, un rapport fait état de la dégradation de la qualité de l’eau acheminée par les bottini.  Les maladies associées à l’eau tel le typhus et d’autres maladies de type gastro-intestinale affectaient les résidents.  Plusieurs interventions ont été faites auprès des autorités dans les années subséquentes pour améliorer la qualité et la salubrité de l’eau potable ce qui a mené à la mise en place de l'aqueduc moderne.

#### La réglementation de l’eau
Déjà au Moyen-Âge, l’utilisation de l’eau était légiférée, les défis de son approvisionnement avaient obligé le Gouvernement des Neuf à optimiser son utilisation en mettant en place une hiérarchisation des utilisateurs pour les divers types de qualité d’eau tel que décrit dans la section des fontaines. Ces lois étaient promulguées pour éviter la contamination de l’eau par une mauvaise utilisation de cette ressource indispensable et pour informer les nouveaux arrivant à Sienne qui n’étaient pas familier avec ce type de système d'eau distribué par un aqueduc.  Le Gouvernement des Neuf avait mis en place un système de surveillance des points d’eau potable avec des gardes et des délateurs. Ceux qui étaient jugés coupables écopaient de peines importantes.

### Époque moderne
Deux aqueducs modernes ont remplacé l’aqueduc médiéval au début du XXe siècle, le Vivo long de 60 km et le Luco il est géré par l’Acquedotto del Fiora SpA.  Ce nouveau réseau compte environ 210 km de tuyauterie.

#### Construction
Le 2 février 1903, l’ingénieur Conti a été mandaté comme maître d’œuvre du nouvel aqueduc. Il a tout d’abord identifié la source d’eau potentielle à exploiter, l’Ermicciolo provenant du versant nord du Mont Amiata. Puis les travaux ont débuté en 1908, des tuyaux de fonte ont été utilisés pour la construction de l’aqueduc du Vivo. L’eau est acheminée par gravité jusqu’à Sienne selon un tracé de près de 60 kilomètres. La guerre a ralenti sa construction, il est devenu fonctionnel en 1914 et il a été finalisé en 1918.
Pendant l’entre-deux guerres, de nouvelles sources ont été identifiées et se sont ajoutées au circuit de l’eau, celles d’Ente et de Burlana.  Avec le temps le rendement de l’aqueduc s’est amoindrie en raison de la formation d’excroissance dans les tuyaux de fonte et de la corrosion des tuyaux enfouis dans le sol.  
Ces deux nouveaux aqueducs ont requis que presque toutes les rues de la ville soient excavées pour pouvoir enfouir les canalisations d’eau et les égouts et a relégué les bottini à un usage marginal,. En raison des bottini comportant de nombreuses cavités construit sous la ville, la circulation automobile est réduite et le charge maximale des poids lourds est contrôlée dans l’enceinte historique de la ville de Sienne.

### Époque contemporaine

#### Complémentarité des aqueducs des périodes médiévale et moderne
Il faut noter que jusque dans les années 1990, certaines résidences de Sienne avaient encore recours à deux robinets dans la cuisine, un pour l’eau potable et l’autre pour l’eau non potable.  Toute la population de Sienne est maintenant branchée sur l’aqueduc moderne.
Selon les données de l’Autorità di Ambito Territoriale (AATO) de 2008 les 54 000 habitants de Sienne ont utilisé près de 7 gigalitres (7 GL an) en 2007.  Les statistiques de 2009 indiquent que les besoins en eau des Siennois seraient de l’ordre de 37% pour un usage domestique et de 63% pour d’autres besoin en eau non potable, dont 14% pourrait provenir de l’aqueduc médiéval pour pourvoir aux besoins d’arrosage des rues, des jardins et des espaces publics.
Une étude effectuée en 2011 a porté sur l'analyse des coûts énergétiques associés à la construction et la maintenance des deux types d’aqueduc, le médiéval et le contemporain, ainsi que leur durée de vie respective.  L’analyse des résultats a amené les chercheurs à déterminer que le maintien de l’aqueduc médiéval doit être sérieusement considéré en raison de son faible besoin de maintenance, le peu d’énergie nécessaire à son fonctionnement et son alimentation naturelle en eau de pluie filtrée par le sol comparativement à l’aqueduc contemporain qui dépend de plusieurs sources d’énergie ainsi que de la durée de vie des tuyaux qui est de beaucoup plus courte que celle des canaux creusés à même la roche.
Toutefois, deux problèmes sont apparents dans cette étude en lien avec l’aqueduc médiéval : l'apport en eau en raison de l’étalement urbain et la calcification des conduits.  Néanmoins, il a été recommandé par les chercheurs que l’aqueduc médiéval soit gardé fonctionnel tant en raison des besoins futurs en eau potable et en eaux grises basés sur les statistiques d’utilisation de l’eau en milieu urbain.
L'aqueduc requiert très peu de maintenance et son empreinte environnementale est très faible comparativement à sa contrepartie contemporaine.
Des considérations culturelles entrent aussi en ligne de compte pour promouvoir le maintien des bottini.

#### L'Association La Diana
L’Association La Diana composée de volontaires collabore avec la ville de Sienne pour contrôler les bottini afin qu’ils demeurent fonctionnels.  Elle a proposé en 2010 des politiques pour limiter l’étalement urbain afin de contrer la pollution de l’eau collectée par l’aqueduc médiéval et la construction de nouveaux bassins de collection et de rétention d’eau pour limiter les pertes en eau.

#### Le musée de l'eau de Sienne
Une étude financée par la Commission Européenne qui s'est conclue en l’an 2000 a permis de recenser les éléments et les composantes médiévales du circuit de l’eau siennois et de constituer la base du fonds de documentation du Musée de l’eau de Sienne.  Le but de ce musée ouvert en 2007 permet de remettre en contexte l’histoire de Sienne et la relation de la ville et de ses habitants avec l’eau.  Des visites guidées des bottini sont proposées, elles apportent une valeur culturelle à la ville de Sienne.

#### Patrimoine mondial de l'UNESCO
La ville de Sienne a été inscrite au patrimoine mondial de l'UNESCO en 1995. Les bottini font partie intégrante de la ville et sont spécifiquement mentionnés dans la description.